# 三条通り
三条通り（さんじょうどおり、三条通）は、奈良県奈良市の街路。奈良市中心市街地を東西に貫く目抜き通りである。JR奈良駅と奈良公園・春日大社を結ぶ。

## 概要

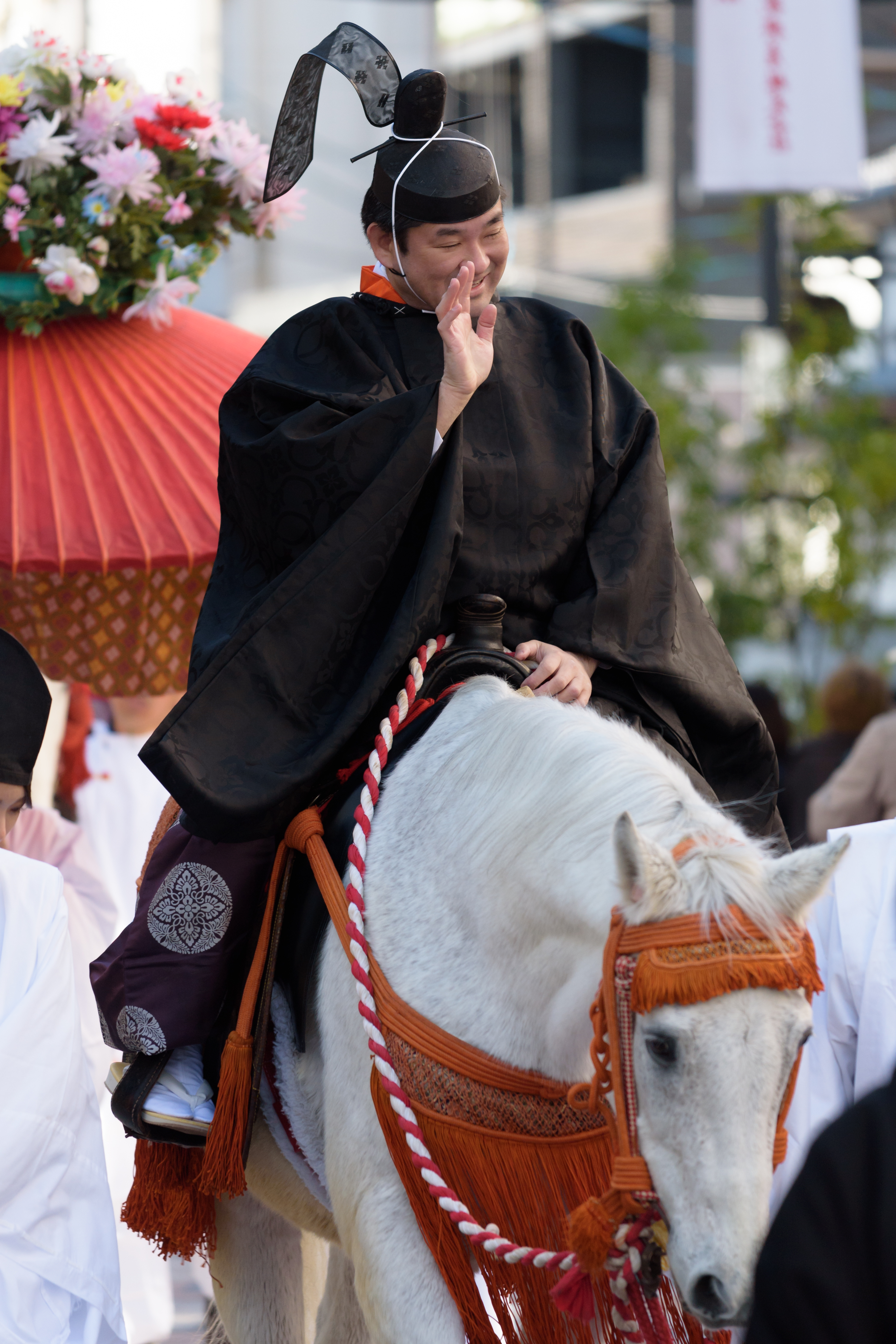
春日若宮おん祭お渡り式は三条通りを上る

三条通りはJR奈良駅から奈良公園・春日大社に向けて奈良市の中心市街地を東西に走る街路で、春日大社一の鳥居前交差点・JR奈良駅前交差点の区間を指す。平城京の三条大路を引き継ぐ通りであり、現在は奈良市の市道三条線である。京街道、上街道、暗越大坂街道に接続し、近世まで京・伊勢・大坂へと繋がる奈良町の通りであった。沿道に興福寺や猿沢池があり、通りは近鉄奈良駅近くでやすらぎの道・小西さくら通り・東向通り・餅飯殿通りなどと交差する。やすらぎの道や餅飯殿通りを南に下るとならまちへ、やすらぎの道を北へ向かうと奈良きたまちや鴻ノ池運動公園へ至る。地元向け老舗商店と観光客向けの土産店、飲食店・ホテル・金融機関などが混在し、観光客や通行者で賑わう。沿道の商店街に三条通ショッピングモールと三条通り橋本商親会、猿沢商店街がある。好天の日は両側のビルの合間に聳える春日山を望める。春日若宮おん祭・采女祭・率川神社の三枝祭などの奈良の行事で時代装束を着た行列が練り歩く通りでもある。

## 路線
三条通りは一の鳥居前・樽井町間が390 m、2車線で一の鳥居前・菩提院大御堂付近は東行き一方通行。樽井町・JR奈良駅前間は870 m、東行き一方通行の1車線区間であり、日曜日・祝祭日の午前11時から午後7時までの間が車両通行止となる。
明治期に奈良県の里程元標が橋本町に設置された。三条通りの一の鳥居前・橋本町間は「東京ヨリ奈良縣ニ達スル路線」の一部区間として国道49号に編入された。1893年（明治26年）に角振町・三条町間を含む暗越大坂街道が乙種仮定県道に指定された。1894年（明治27年）、奈良の鉄道開業に伴って道路が拡張された。国道49号は1920年（大正9年）の旧道路法によって国道15号に認定された。1930年（昭和5年）11月18日に橋本町・省線奈良駅前交差点の県道区間が国道15号に指定され、三条通りは全区間が国道となった。1932年（昭和7年）に国の失業救済事業として国道15号改修工事が始まり、1935年（昭和10年）に三条通りの奈良駅・橋本町間の舗装化工事が完了した。
1952年（昭和27年）の道路法公布により国道15号は国道24号となった。1956年（昭和31年）11月に自動信号機が奈良市で最初に国鉄奈良駅前交差点へ設置された。三条通りは2車線の国道であったが1965年（昭和40年）12月、二輪を除く自動車は樽井町・国鉄奈良駅前間について午前8時から午後9時まで東行き一方通行へと変更された。1971年（昭和46年）4月に猿沢池・奈良郵便局間で日曜日・祝祭日の午後1時から午後5時まで歩行者天国が実施されるようになり、同年11月に国鉄奈良駅前交差点まで実施範囲を拡大した。奈良バイパスの一部区間供用開始を受けて、国道24号の木津町市坂と奈良市大森町の間が1972年（昭和47年）3月22日にバイパス経由へ区域変更された。これに伴って三条通りは国から県道木津横田線へと移管された。同年11月1日に県道木津横田線が大宮通り経由へと区域変更されて、三条通りは市道となった。
三条通りはなら・シルクロード博覧会開催を前に、歩行者通行を優先する目的で歩道の幅を広く取ったコミュニティ道路へと整備された。工事はやすらぎの道を挟んで2期に分けて進められて1988年（昭和63年）3月20日に完成。猿沢池・JR奈良駅交差点間は車道を約3.5 mに狭めて1車線となった。この時、春日参道三条通りの名称も付けられた。三条通りの道幅は約8 mと狭いため、16 mに拡幅することが1933年（昭和8年）5月19日より都市計画決定されていた。
狭い道幅であるため無秩序に駐停車された自動車や自転車を避けるように多くの歩行者が車道に出る問題が顕在化した。そのため、歩行者中心のシンボルとしての通りの役割を発揮することができず、自動車による沿道サービスの低下も問題となった。こうした問題点を解決すべく、1994年（平成6年）に地元商店街の「むつみ会」が三条通りの整備計画を検討するプロジェクトチームを結成し、1996年（平成8年）に商店街や地元自治会が連名で奈良市に「三条通り街づくり計画」案の要望書を提出した。やすらぎの道西側の上三条工区で1997年（平成9年）3月に事業開始、JR奈良駅前交差点東側の三条工区も2007年（平成19年）4月に事業開始した。この拡幅事業では「古都奈良新風景軸」を景観形成のコンセプト、「なら・時の再生」を街路形成のコンセプトとして整備が進んだ。拡幅は進んだが多くの店舗が減築や移転・廃業を余儀なくされた。無電柱化工事や沿道施設の景観規制も進められた。三条通りのJR奈良駅前・一の鳥居前間を含む周辺の路上は2009年（平成21年）5月18日から路上喫煙禁止地域に指定され、同年11月1日より違反者に対して過料が課されている。2022年4月1日、それまで行われていたコロナ占用特例から油阪地方町10番地先を歩行者利便増進道路(ほこみち)に指定。
JR奈良駅前交差点より西に向かう市道三条菅原線のうち、尼ヶ辻までの区間についても慣用的に三条通り、三条道路と呼ばれる。JR奈良駅前交差点の県道木津横田線より西側は三条栄町交差点まで対向2車線となる。2008年（平成20年）6月29日に奈良駅周辺の高架化第1期工事が完了し、これに伴ってJR関西本線の三条通踏切が撤去された。平城遷都1300年記念事業によって三条栄町交差点以西の対向4車線化拡幅工事が行なわれ、2010年（平成22年）3月24日に菅原町の大宮道路菅原東交差点までの区間を供用開始した。

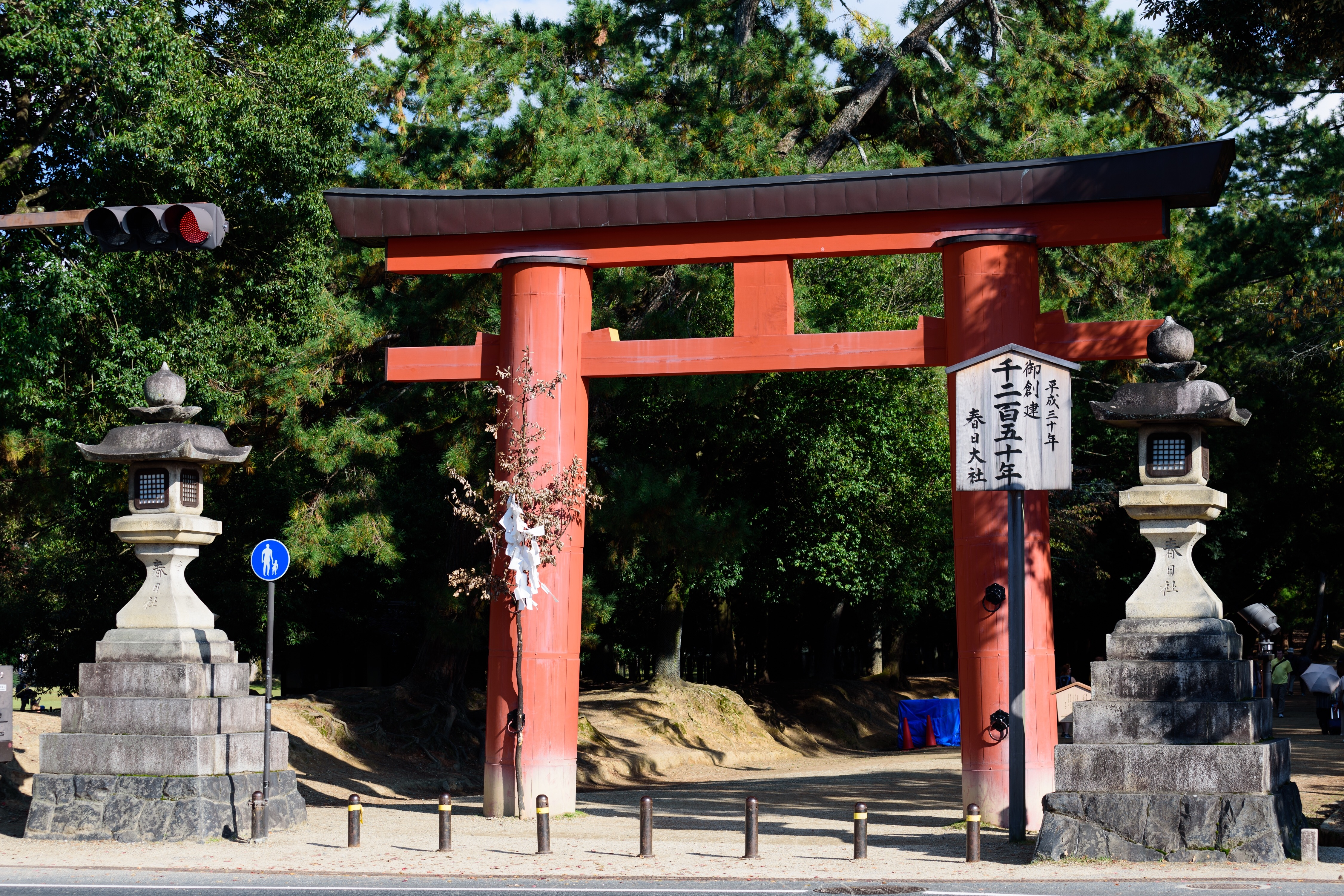
春日大社一の鳥居
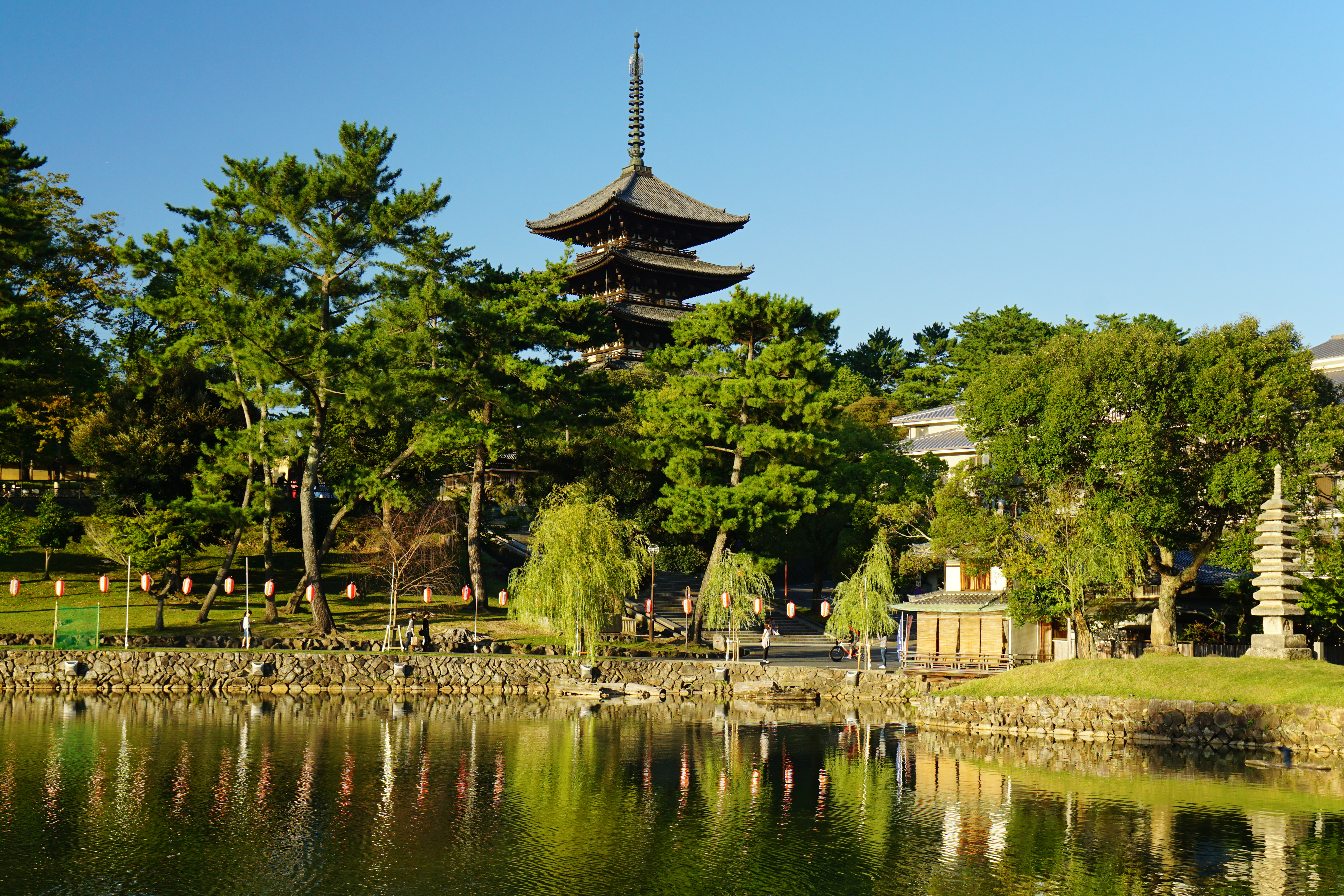
猿沢池と興福寺五重塔
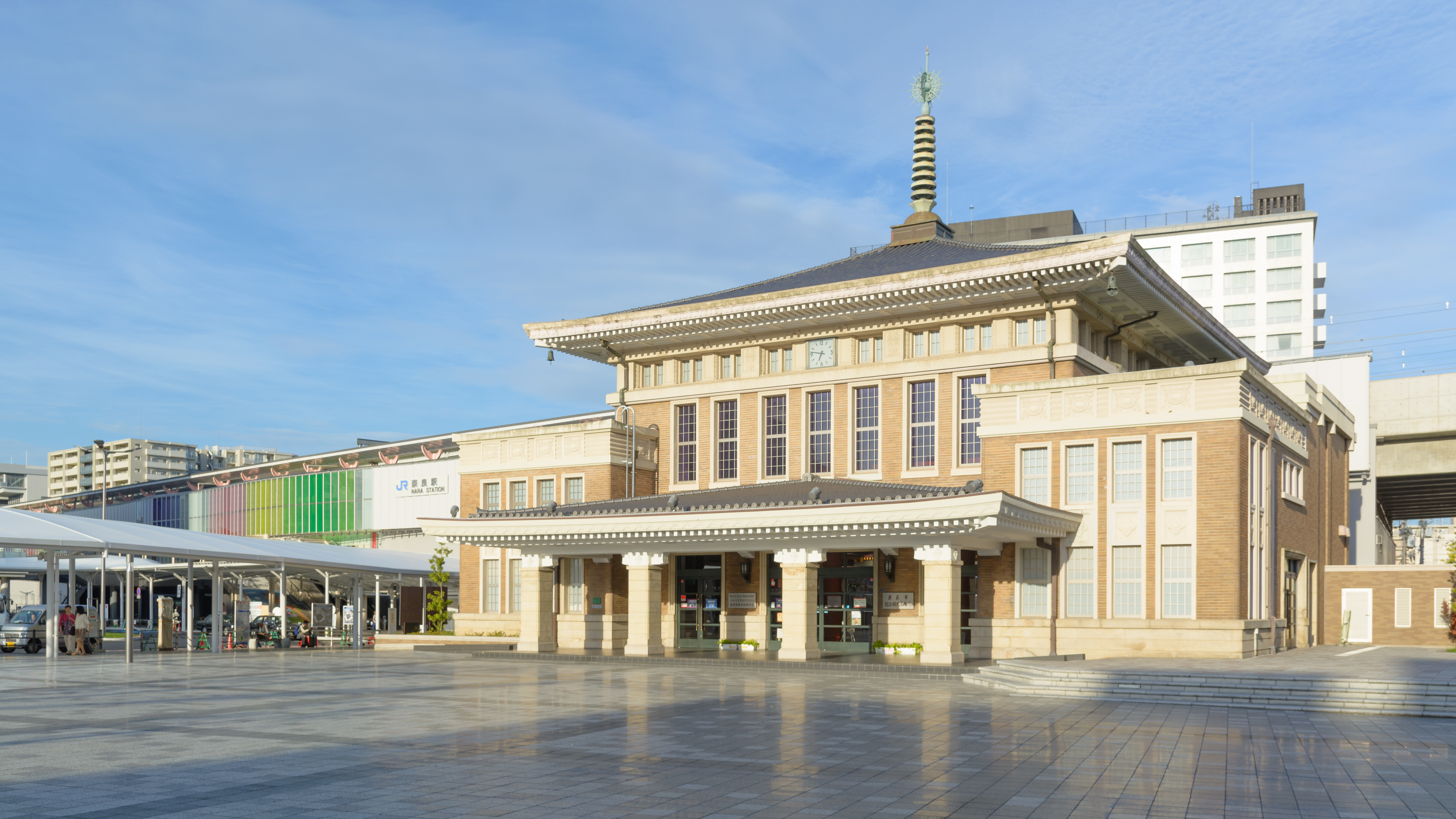
JR奈良駅

### 主な接続路線
| 交差する道路      | 交差する場所 | 備考           |
| ----------------- | ------------ | -------------- |
| 国道169号         | 一の鳥居前   |                |
| 市道猿沢線        | （樽井町）   |                |
| 市道北部第376号線 | （橋本町）   | 餅飯殿通り     |
| 市道東向線        | （橋本町）   | 東向通り       |
| 市道小西通り線    | （角振町）   | 小西さくら通り |
| 市道六条奈良阪線  | 上三条町     | やすらぎの道   |
| 県道木津横田線    | JR奈良駅前   |                |

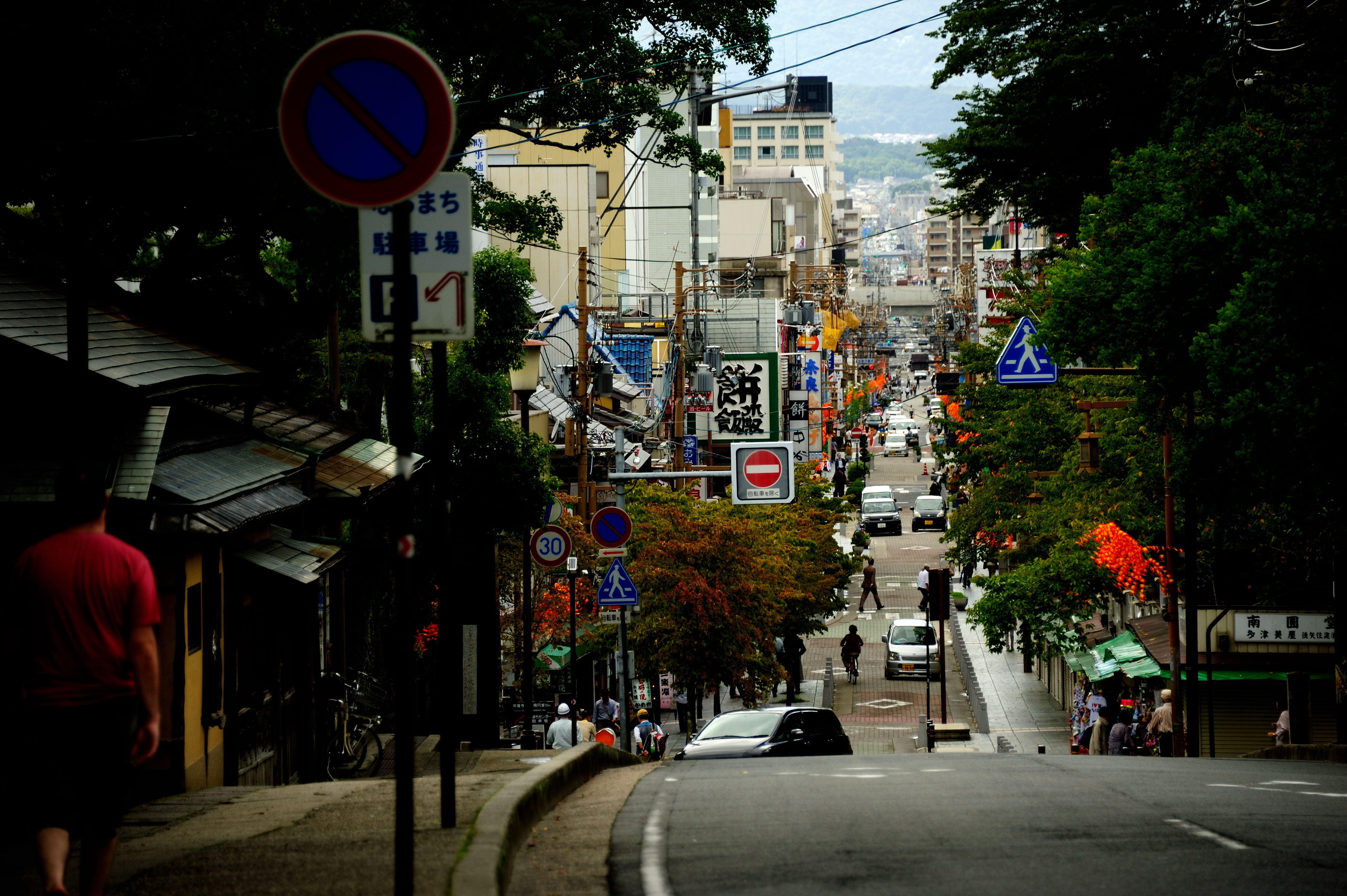
すべり坂と三条通り

※ 交差する場所の括弧書きは地名、それ以外は交差点名で表示

## 沿道

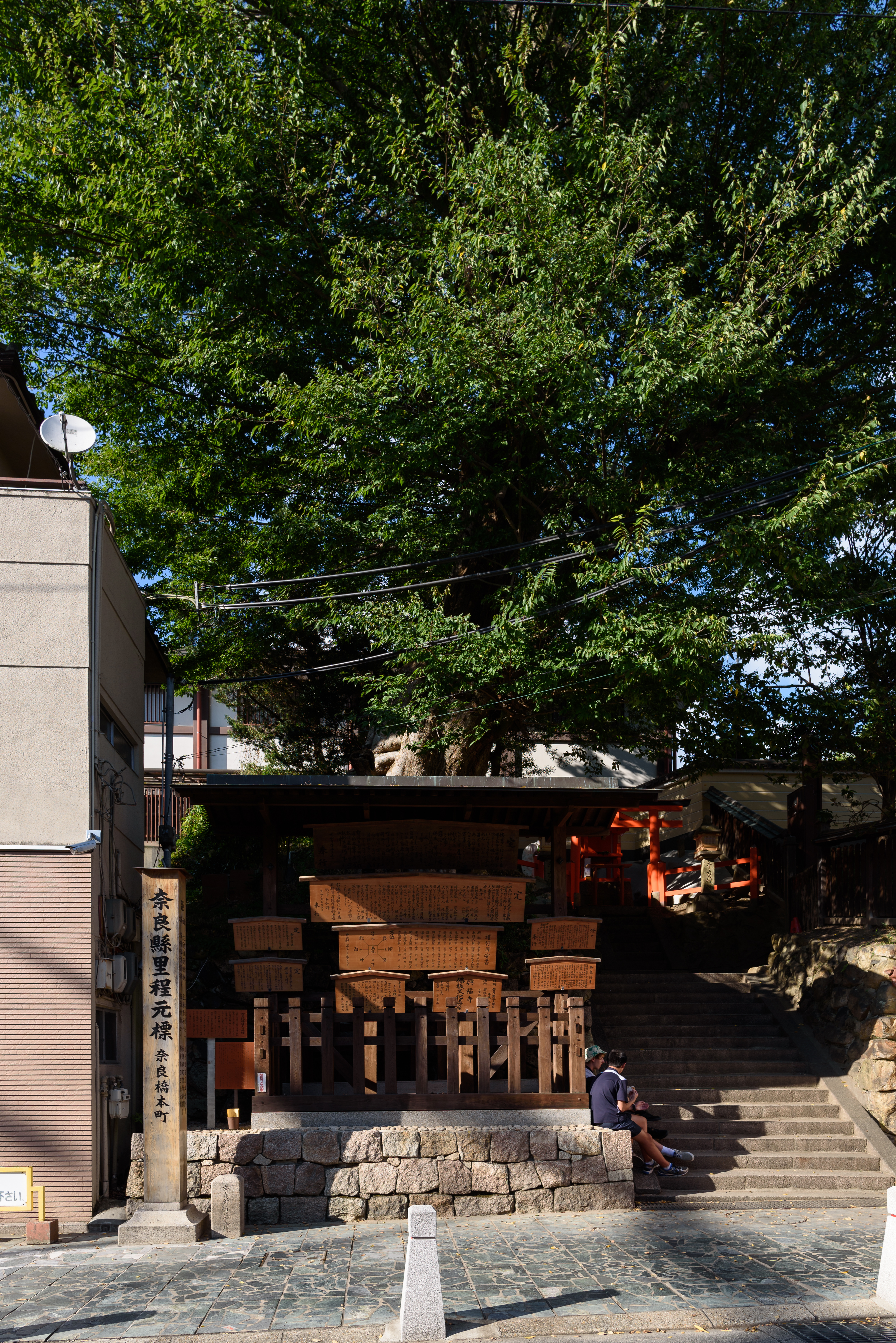
奈良県里程元標と御高札場、手力雄神社

三条通りは春日大社一の鳥居前で参道と国道169号に交差する。平安京遷都以降は奈良と京を結ぶ京街道の入口であった。周辺は奈良公園であり奈良国立博物館も近接する。一の鳥居前交差点南西に料亭・菊水楼が建つ。表門・庭門は圓成寺塔頭から移築した門とされ、本館・旧本館とともに2000年（平成12年）に登録有形文化財に登録された。一の鳥居の西はかつて興福寺の伽藍が建ち並んだ一帯である。通りの南側に菩提院大御堂と三作石子詰の旧跡が残る。すべり坂と呼ばれる坂に差しかかると、北側に五重塔と南大門跡、南側に五十二段の石段と眼下には猿沢池が広がる。石段を下った先の東寺林町には、柳生藩邸跡に奈良町役場が置かれて以来、1977年（昭和52年）まで奈良市役所があった。市役所移転後の建物は奈良市立図書館として利用され、その後図書館も有するならまちセンターに建て替えられた。
猿沢池の西、樽井町は近世まで春日詣や伊勢参りへ向かう道中の宿場町として栄えた。猿沢池から南へは上街道が伸びる。池のほとりに采女神社があり中秋の名月の日に采女祭が執り行われる。樽井は1871年（明治4年）に奈良郵便役所が置かれた地でもある。現在は数軒の旅館ホテルが残り、店舗が通り沿いに建ち並ぶ。明治期に橋本町に設置された里程元標は、餅飯殿通りの入口から三条通り北側の手力雄神社そばへと2010年（平成22年）に移設された。餅飯殿通りは明治期以降呉服・古道具・時計などを取り扱う奈良一の商店街であった。現在は奈良もちいどのセンター街を名乗り、道は南の下御門通りやならまちへ通じる。
通りは餅飯殿に続いて東向通りと交差する。東向は大阪電気軌道開業以降に栄えた商店街で、道は近鉄奈良駅へ繋がる。北西角の南都銀行本店は六十八銀行奈良支店として、長野宇平治設計のもと1926年（大正15年）に建築された。同本店は1997年（平成9年）に登録有形文化財に登録された。三条通りは角振町で小西さくら通りと交差する。南西角にシネマデプト友楽が営業していたが2010年（平成22年）に閉館し、奈良市内から映画館が失われている。その向かいに豆菓子を扱うぜいたく豆本舗が2016年（平成28年）まで営業していた。その主屋・旧応接室・東蔵・西蔵が2003年（平成15年）に登録有形文化財に登録された。また明治初期に屯所が置かれたのち奈良警察署があった。
三条通りは上三条町でやすらぎの道と交差する。やすらぎの道以西は拡幅工事が進んで道幅は広くなっている。上三条には1914年（大正3年）から1981年（昭和56年）まで奈良郵便局があった。同局の移転後は奈良市中央公民館が建設されて奈良市観光センターも入った。西に淨教寺があり、その向かいに専念寺が建つ。昭和の終わり頃まで一帯の通り沿いは金融機関が連なっていた。上三条の西隣は下三条町で1938年（昭和13年）から1969年（昭和44年）まで奈良警察署があった。同署の跡地にホテルフジタ奈良が建ち、西隣に開化天皇陵の参道がある。その南向かいは奈良電報電話局から電電公社を経て、NTT西日本奈良支店がある。

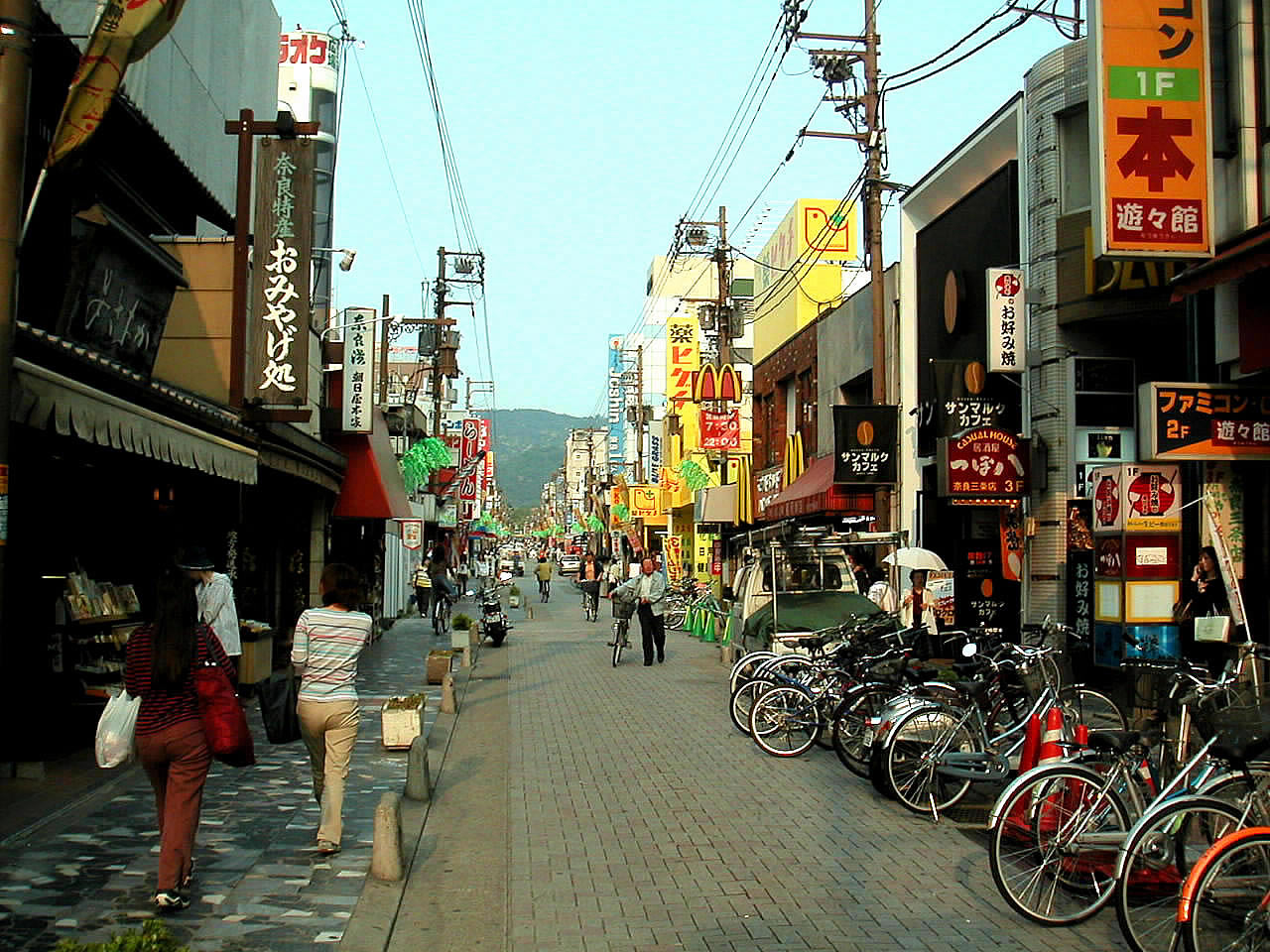
油阪地方町・三条町（2005年）

今辻子町は大阪電気軌道が一時期奈良線の終着駅設置を計画した地である。大軌は当初尼ヶ辻から三条通りを併用軌道で東進し、省線奈良駅の西に終着駅を敷設する計画を立てた。しかし、尼ヶ辻付近までの用地取得が難航、路線は西大寺経由となった。また省線奈良駅西側の予定地近くに奈良瓦斯などがあったため、駅敷設には不適とされ、三条通りに乗り入れて今辻子に終着駅を置く立案がされた。県・市議会・有力者を中心に議論が交わされたが、紆余曲折の末に路線は東向に乗り入れることとなり、三条通りへの乗り入れは実現しなかった。今辻子の南向かい、下三条の月日神社はもともとは店舗の南に建っていたため三条通りに面していなかったが、道路拡張工事に伴って通り沿いの立地となった。享保年間の『奈良坊目拙解』によれば下三条に奈良町の西総門があった。西は暗越大坂街道へと続き、鉄道開通まで大坂と奈良を繋ぐ要路であった。
三条通りはJR奈良駅前で県道木津横田線と交差する。1890年（明治23年）12月27日に大阪鉄道奈良駅が開業した。駅東側の三条通り沿いは鉄道開業以降に栄え始めて、旅館や特産品店が多く建ち並んだ。1969年（昭和44年）には国鉄奈良駅から下三条に15軒、上三条から猿沢池の間に17軒の旅館があった。同時期の三条通り沿いには20軒の飲食店と奈良漬・筆・墨・古美術品など34軒の土産物屋が軒を連ねた。しかし、これらの業態は自動車社会の拡大ともに徐々に数を減らした。その後ダイエーが1972年（昭和47年）に駅近くに開店し、家電量販店のニノミヤムセン・上新電機も近隣に進出したがいずれも後に閉店した。奈良駅の北方に近鉄油阪駅があり、1969年（昭和44年）まで営業していた。